# 盖伯什维尔
盖伯什维尔（法語：Gueberschwihr，法語發音：[gebəʁʃviʁ] ⓘ）是法国上莱茵省的一个市镇，属于坦恩-盖布维莱尔区。

## 地理
盖伯什维尔（48°0'13"N, 7°16'34"E）面积8.91 平方千米，位于法国大東部大區上莱茵省，该省份为法国东部内陆省份，是阿尔萨斯的一部分，今与下莱茵省组成了阿尔萨斯欧洲集体，其北临下莱茵省，西接孚日省，西南接贝尔福地区省，东侧沿莱茵河与德国相望，南与瑞士接壤。
与盖伯什维尔接壤的市镇（或旧市镇、城区）包括：普法弗奈姆、阿特斯塔、格里斯巴克欧瓦勒、埃什巴克欧瓦勒、瓦瑟堡、苏尔茨马特。
盖伯什维尔的时区为UTC+01:00、UTC+02:00（夏令时）。

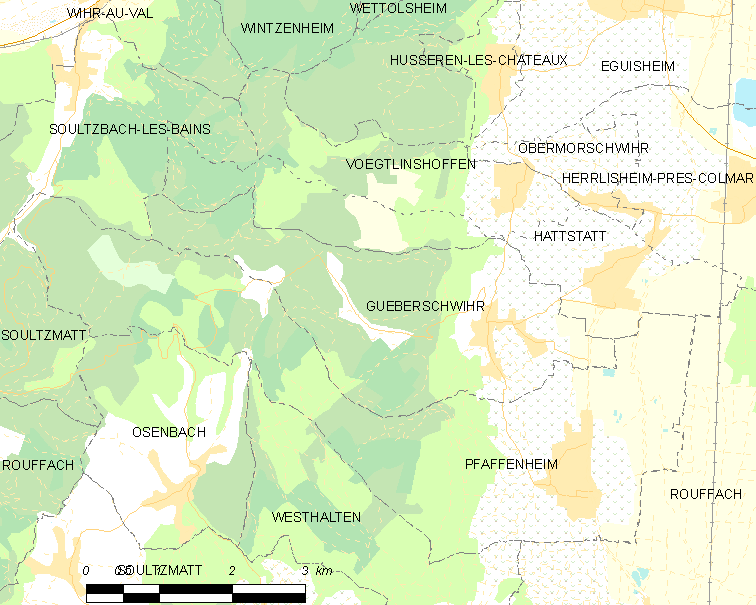
盖伯什维尔的OSM定位图

## 行政
盖伯什维尔的邮政编码为68420，INSEE市镇编码为68111。

## 政治
盖伯什维尔所属的省级选区为温策奈姆县。

## 人口

1962-2008年间盖伯什维尔人口变化图示

盖伯什维尔于2022年1月1日时的人口数量为825人。